# Jan Grzonka (1893–1942)
Jan Michał Grzonka (ur. 25 września 1893 w Raciborzu, zm. 3 listopada 1942 w Brandenburg an der Havel) – powstaniec śląski, działacz narodowy, działacz ruchu oporu w czasie II wojny światowej.

## Życiorys
Urodził się w rodzinie robotniczej jako syn Michała i Joanny, z domu Sławik. Ukończył szkołę podstawową w Raciborzu, po czym podejmował pracę w różnych zakładach, w tym w Siemens-Planiawerke. Należał do jednych z pierwszych Członków lokalnego Towarzystwa Gimnastycznego Sokół. W czasie I wojny światowej. walczył po stronie niemieckiej na froncie wschodnim. Po powrocie na Górny Śląsk wstąpił w 1919 roku do Polskiej Organizacji Wojskowej Górnego Śląska. Udzielał się jako działacz społeczny, nadal był członkiem TG Sokół, był także sekretarzem Towarzystwa Śpiewaczego Słowiczek, agitował na rzecz polskiej listy w wyborach na szczeblu samorządowym 9 listopada 1919 roku, w czasie akcji plebiscytowej roznosił ulotki i pisma. Podczas III powstania śląskiego służył jako sekcyjny w 5 kompanii 4 raciborskiego pułku piechoty, walczył m.in. na odcinku Buków – Brzezie. Po podziale Górnego Śląska przebywał początkowo na terenie Polski, lecz po ogłoszeniu deklaracji mniejszościowej powrócił do Raciborza. Miał jednak trudności ze znalezieniem zatrudnienia i pracę udało mu się znaleźć dopiero w Gliwicach, w warsztatach kolejowych. Utrzymywał się również z odziedziczonego po rodzicach małego gospodarstwa rolnego.
Przez cały okres międzywojenny uczestniczył w polskim ruchu narodowym. Był członkiem Związku Polaków w Niemczech, a także Spółdzielni Zakupu i Sprzedaży Rolnik oraz Spółdzielni Ogrodniczo-Warzywniczej Ogrodnik, utrzymywał kontakty z TG Sokół. Mimo oferowania korzyści materialnych, odmówił wstąpienia do NSDAP. W wykazie gestapo z 1937 roku znalazł się w gronie 9 raciborzan uznanych za niebezpiecznych dla Niemiec. W następnym roku odmówiono mu zezwolenia na kupno nieruchomości. Niedługo po wybuchu II wojny światowej, 4 września 1939 roku został aresztowany i umieszczony w obozie koncentracyjnym Buchenwald. Dzięki staraniom rodziny, jesienią 1940 roku został warunkowo zwolniony, musiał jednak stale meldować się w gestapo, miał również zakaz prowadzenia działalności politycznej. Po zwolnieniu nawiązał jednak kontakt z polskim ruchem oporu. Współorganizował akcje sabotażowe, działał w siatce wywiadowczej. Latem 1941 roku został zdekonspirowany i uwięziony w więzieniu w Berlinie, a następnie w Brandenburg an der Havel. Podczas śledztwa wykazał się odwagą i nie wydał żadnego ze współpracowników. Oskarżony o zdradę stanu, został bez rozprawy skazany na ścięcie. Wyrok wykonano 3 listopada 1942 roku w więzieniu w Brandenburg an der Havel. Jego zwłoki poddano kremacji, po czym pochowano go na miejscowym cmentarzu. 25 lat po wojnie prochy Grzonki sprowadzono do Raciborza i 11 maja 1970 roku pogrzebano je na cmentarzu komunalnym na Płoni.
Był dwukrotnie żonaty, z pierwszą żoną Franciszką, z domu Galecką doczekał się dwóch synów, Floriana i Urbana oraz córki Pelagii. Z drugiego małżeństwa z Marią, z domu Noga przyszło na świat dwóch synów, Józef i Gerhard.